# Chalciope bisinuata
Chalciope bisinuata là một loài bướm đêm trong họ Noctuidae.